# Folke Bohlin
Folke Ivar Reinhold Bohlin (Gotemburgo, 20 de marzo de 1903 -12 de junio de 1972) fue un marino sueco.

## Logros
Folke Bohlin, miembro de la Göteborgs Kungliga Segelsällskap, participó dos veces en los Juegos Olímpicos en la clase Dragon. En 1948, patroneó el Slaghöken en la regata de Londres, cuya tripulación también incluía a Gösta Brodin y Hugo Johnson. Con 4621 puntos, terminaron la competición en segunda posición por detrás del barco noruego liderado por Thor Thorvaldsen y consiguieron así la medalla de plata por delante de los daneses patroneados por William Berntsen. La segunda participación olímpica de Bohlin se produjo en los Juegos Olímpicos de Melbourne 1956. 
De nuevo fue patrón del barco sueco, esta vez el Slaghöken II. Junto con sus tripulantes Bengt Palmquist y Leif Wikström, ganaron tres de las siete regatas y terminaron la regata en primera posición con 5723 puntos, empatados a puntos con el barco noruego patroneado por Ole Berntsen. Sin embargo, los suecos fueron los campeones olímpicos debido al mayor número de regatas ganadas. El tercer puesto fue para el barco británico liderado por Graham Mann.

## Enlaces
- Folke Bohlin en la base de datos de World Sailing (inglés)
- Folke Bohlin en la base de datos Sports-Reference (inglés, enlace de archivo)
- Folke Bohlin en la Sveriges Olympiska Kommitté (sueco)

- Datos: Q3075030